# Fujiwara no Akimitsu
Fujiwara no Akimitsu (japanski 藤原 顕光, ふじわら の あきみつ)(7. godina Tengyōa / 944. – 25. dan 5. mjesec 1. godina Jiana / 7. srpnja 1021.) je bio japanski činovnik iz razdoblja Heiana. Bio je "ministrom lijevog", sadaijinom. Sin je Fujiware no Nanemichija.
Poznat je po tome što je bio umiješan u nekoliko događaja u svezi sa svojom kćeri En-shi. Ona je bila udana za careva sina prijestolonasljednika Atsuakiru  (敦明親王) (poslije se zvao Ko-Ichijō In, 小一条院). Kad je Atsuakira odlučio izabrati kćer Fujiware no Michinage za svoju drugu suprugu u zamjenu za odustajanje od mjesta careva prijestolonasljednika, En-shi je postala prkosnom i javila se Akimitsuu za pomoć. Uskoro je umrla od tuge. Govori se da je Akimitsu nakon toga zamolio bonzea (redovnika) Dōmana neka baci čini prokletstva na Michinagu. Akimitsu je stoga postao poznat kao Akuryō-safu (悪霊左府), u značenju "safu (=Sadaijin) sa zlim dusima".